# Peristeróna Chrysochoús
Peristeróna Chrysochoús (grec moderne : Περιστερώνα Χρυσοχούς) est un village de Chypre de plus de 302 habitants.